# انتخابات مجلس الشورى القطري 2021
انتخابات مجلس الشورى القطري 2021، هي أول انتخابات تشريعية في قطر من المقرر إجراؤها في أكتوبر 2021، واختيار ثلثي أعضاء مجلس الشورى القطري المكون من 45 عضوًا بالانتخاب وثلث بالتعيين.

## الخلفية
كان من المقرر إجراء أول انتخابات تشريعية في آخر 6 شهور من عام 2013، لكن في يوليو 2013 في عهد أمير قطر آنذاك حمد بن خليفة آل ثاني قبل نقل الإمارة إلى ابنه تميم بن حمد آل ثاني تم تأجيلها وتمديد ولاية مجلس الشورى حتى عام 2016 وفي عام 2016 تم تأجيلها مرة أخرى وتمديد ولاية المجلس حتى عام 2019. في نوفمبر 2020 تعهد أمير قطر تميم بن حمد آل ثاني إجراء الانتخابات في أكتوبر 2021.

## شروط عضوية مجلس الشورى
- أن تكون جنسيته الأصلية قطرية
- ألا يقل عمره عن 30 عاما عند قفل باب الترشح
- أن يجيد اللغة العربية قراءة وكتابة
- ألا يكون قد سبق الحكم عليه نهائيا في جريمة مخلة بالشرف أو الأمانة.

## الحملة الانتخابية
تنافس ما مجموعه 284 مرشحًا على 30 مقعدًا، منهم 29 امرأة. الأحزاب السياسية محظورة وجميع المرشحين خاضوا الانتخابات كمستقلين.

## النتائج الأولية
لم تُنتخب أي امرأة. وبلغت نسبة إقبال الناخبين 63.5%.
| الدائرة                                  | عضو منتخب                          |
| ---------------------------------------- | ---------------------------------- |
| 1. Fereej Al Khulaifat                   | عبد الرحمن يوسف عبد الرحمن الخليفي |
| 2. Fereej Al Hitmi                       | أحمد هتمي أحمد الهتمي              |
| 3. Fereej Al Salata                      | عبد الله علي جمعة السليطي          |
| 4. Al Mirqab ‏                            | عيسى أحمد عيسى نصر النصر           |
| 5. الغانم العتيق ‏                        | حسن عبد الله غانم الغانم المعاضيد  |
| 6. مُشَيْرِب                                 | خالد غانم ناصر العلي المعاضيد      |
| 7. الجسرة (قطر)                          | خالد أحمد ناصر أحمد العبيدان       |
| 8. البدع                                 | ناصر سالمين خالد السويدي           |
| 9. براحة الجفيري                         | حمد عبد الله عبد الرحمن علي الملا  |
| 10. Dawhah al Jadidah ‏                   | خالد عباس علي كمال العمادي         |
| 11. روضة الخيل ‏                          | ناصر محسن محمد بوكشيشه             |
| 12. Al Rumeilah ‏                         | عيسى عرار عيسى علي الرميحي         |
| 13. Fareej Al Najada                     | محمد يوسف عبد الرحمن المانع        |
| 14. South Al Wakrah                      | محمد مفتاح عبد الرحمن المفتاح      |
| 15. North Al Wakrah                      | يوسف علي يوسف الخاطر               |
| 16. Al Sailiya                           | علي فطيس المري                     |
| 17. Old Rayyan                           | محمد بطي سالم خليفة العبد الله     |
| 18. الخريطيات                            | علي شبيب ناصر العطية               |
| 19. بلدية الضعاين                        | ناصر مترف عيسى المترف الحميدي      |
| 20. الخور والدخيرة                       | أحمد حمد أحمد الحسن المهندي        |
| 21. Al Mashrab                           | محمد عيد سعد آل حسن الكعبي         |
| 22. Al Ghariyah                          | مبارك محمد مطر آل مطر الكواري      |
| 23. الرويس                               | يوسف أحمد علي السادة               |
| 24. أبو ظلوف                             | محمد عمر أحمد سالم المناعي         |
| 25. Al Jumail                            | ناصر حسن دندون النفيحي الكبيسي     |
| 26. Al Kuwariya                          | ناصر محمد ناصر الجفالي النعيمي     |
| 27. Al Nasraniya والخريب                 | سلطان حسن مبارك الضابت الدوسري     |
| 28. دخان                                 | مبارك سيف حمدان معسف المنصوري      |
| 29. Al Kharsaah، Ummahat Sawi وAl Owaina | علي سعيد راشد الكميت الخيارين      |
| 30. روضة راشد ‏                           | سالم راشد سالم راشد المريخي        |
| المصدر: دوحة نيوز، غلف تايمز             |                                    |

## طالع أيضًا
- احتجاجات قطر 2021
- قانون الانتخابات القطري